# Melnîkî, Kaniv
Melnîkî (în ucraineană Мельники) este localitatea de reședință a comunei Melnîkî din raionul Kaniv, regiunea Cerkasî, Ucraina.

## Demografie
Componența lingvistică a localității Melnîkî
     Ucraineană (98,76%)
     Rusă (1,24%)
Conform recensământului din 2001, majoritatea populației localității Melnîkî era vorbitoare de ucraineană (98,76%), existând în minoritate și vorbitori de rusă (1,24%).